# Tegminula venusta
Tegminula venusta är en mossdjursart som beskrevs av Jullien 1882. Tegminula venusta ingår i släktet Tegminula och familjen Celleporidae. Inga underarter finns listade i Catalogue of Life.